# Ctenotus grandis
Ctenotus grandis (великий гребневухий сцинк) — вид сцинкоподібних ящірок родини сцинкових (Scincidae). Ендемік Австралії.

## Підвиди
Виділяють два підвиди:
- Ctenotus grandis grandis Storr, 1968 — від центральних районів Західної Австралії до південного заходу Північної Території і крайнього північного заходу Південної Австралії;
- Ctenotus grandis titan Storr, 1980 — північно-західне узбережжя Західної Австралії, зокрема регіон Пілбара, острів Барроу та на Північно-Західному півострові[en].

## Поширення і екологія
Великі гребневухі сцинки мешкають на піщаних рівнинах і пагорбах, порослих спінніфексом.